# HD214994
HD214994 — хімічно пекулярна зоря спектрального класу A0, що має видиму зоряну величину в смузі V приблизно 4,8.
Вона  розташована на відстані близько 304,8 світлових років від Сонця.

## Фізичні характеристики
Зоря HD214994 обертається 
порівняно повільно 
навколо своєї осі. Проєкція її екваторіальної швидкості на промінь зору становить Vsin(i)= 14км/сек.

## Магнітне поле
Спектр даної зорі вказує на наявність магнітного поля у її зоряній атмосфері.
Напруженість повздовжної компоненти поля оціненої з аналізу
становить 32,0± 20,0 Гаус.